# Tuğçe Albayrak
Pour les articles homonymes, voir Albayrak.
Tuğçe Albayrak, née le 28 novembre 1991 à Bad Soden-Salmünster et morte le 26 novembre 2014 à Offenbach-sur-le-Main, est une étudiante allemande d'origine turque. Sa mort a suscité un débat public en Allemagne.

## Mort et réactions

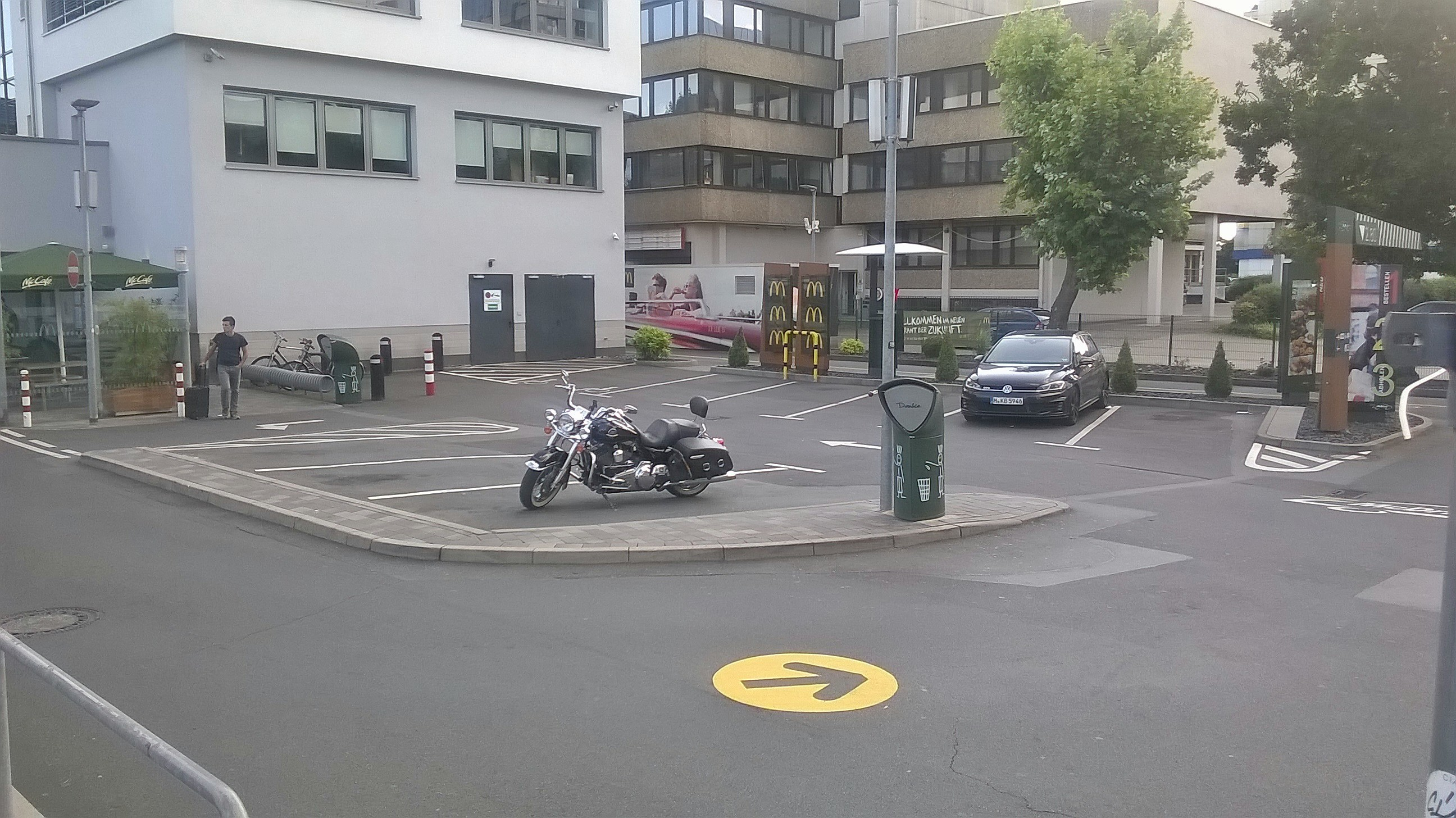
L'extérieur d'un restaurant McDonald's à Offenbach-sur-le-Main

Le 15 novembre 2014, elle est mortellement blessée par un coup de batte de baseball à l'extérieur d'un restaurant McDonald's à Offenbach-sur-le-Main, après s'être interposée dans une bagarre pour protéger deux adolescentes qui sont victimes de harcèlement de rue dans les toilettes du restaurant. Son intervention lui a coûté la vie. Son meurtrier est Sanel M., un citoyen de Serbie.
La mort de Tuğçe Albayrak provoque une vague d'indignation en Allemagne. Elle est décrite comme une « héroïne » et de nombreux hommages lui sont rendus : une veillée devant le restaurant et des prises de positions publiques, comme celle du footballeur Haris Seferović ou encore celle du président allemand Joachim Gauck, qui a écrit à la famille Albayrak pour présenter ses condoléances.
Les victimes du harcèlement ne sont pas convoquées au tribunal pour témoigner.
En juin 2015, le coupable est condamné à trois ans de prison pour meurtre involontaire. En avril 2017, il est exilé vers la Serbie et expulsé en dehors de l'Allemagne pendant huit ans et les autorités lui interdisent de revenir en Allemagne.
Pour rendre hommage à la jeune défunte, les représentants  municipaux de la ville d'Offenbach-sur-le-Main ont décidé à une grande majorité de nommer un pont de la ville en son nom.